# General Artigas

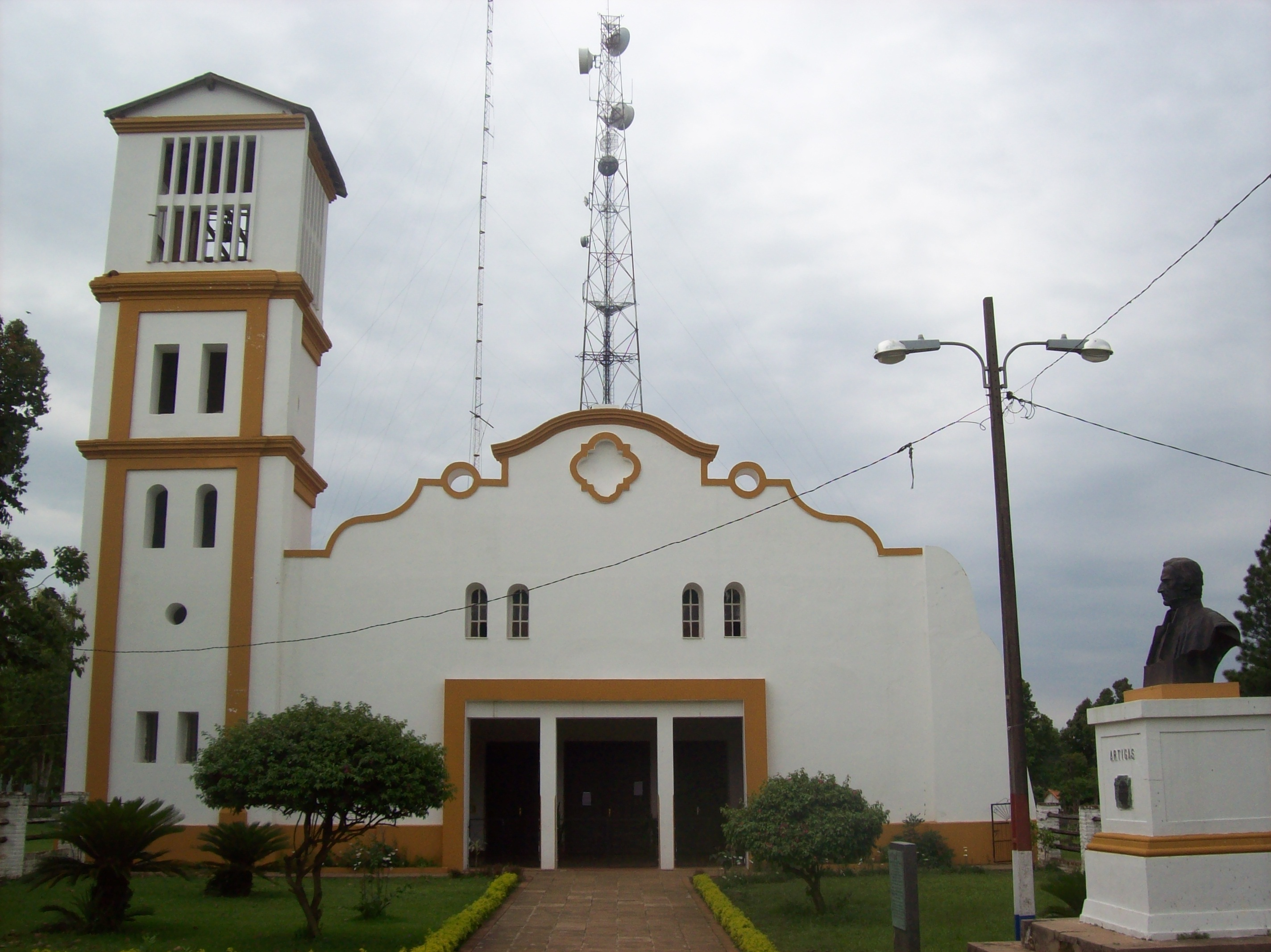
Igreja Virgem do Rosário, em General Artigas.

General Artigas é uma cidade do Paraguai, Departamento Itapúa.
Recebe seu nome pelo herói nacional uruguaio, José Gervasio Artigas, quem viveu 30 anos exilado no Paraguai.

## Transporte
O município de General Artigas é servido pelas seguintes rodovias:
- Ruta 08, que liga a cidade de San Estanislao ((Departamento de San Pedro) ao município de Coronel Bogado.[1][2][3]